# Алгабас (Уланский район)
Алгабас (каз. Алғабас) — село в Уланском районе Восточно-Казахстанской области Казахстана. Входит в состав Бозанбайского сельского округа. Код КАТО — 636257200.

## Население
В 1999 году население села составляло 586 человек (303 мужчины и 283 женщины). По данным переписи 2009 года, в селе проживало 520 человек (257 мужчин и 263 женщины).